# Larche (Alpes-de-Haute-Provence)
Larche is een voormalige gemeente in het Franse departement Alpes-de-Haute-Provence (regio Provence-Alpes-Côte d'Azur) en telt 74 inwoners (2009). De plaats maakt deel uit van het arrondissement Barcelonnette. Op 1 januari 2016 fuseerde de gemeente met de gemeente Meyronnes tot de gemeente Val d'Oronaye. 

## Geografie
De oppervlakte van Larche bedraagt 71,0 km², de bevolkingsdichtheid is dus 1 inwoner per km².
De onderstaande kaart toont de ligging van Larche (Alpes-de-Haute-Provence) met de belangrijkste infrastructuur en aangrenzende gemeenten.

## Demografie
Onderstaande figuur toont het verloop van het inwonertal (bron: INSEE-tellingen).
Vanwege een beveiligingsprobleem met de MediaWiki Graph-software is het momenteel niet mogelijk deze grafiek weer te geven. Zodra de software is bijgewerkt zal de grafiek vanzelf weer zichtbaar worden.